# Corning (Iowa)
Corning – miasto w Stanach Zjednoczonych, w stanie Iowa, stolica hrabstwa Adams.

## Demografia
W 2000 liczyło 1783 mieszkańców. W 2023 liczba mieszkańców spadła do 1491 osób, a gęstość zaludnienia poniżej 364 osób/km².